# Exocentrus tonkineus
Exocentrus tonkineus är en skalbaggsart som beskrevs av Maurice Pic 1925. Exocentrus tonkineus ingår i släktet Exocentrus och familjen långhorningar. Inga underarter finns listade i Catalogue of Life.